# Luzé
Luzé é uma comuna francesa na região administrativa do Centro, no departamento Indre-et-Loire. Estende-se por uma área de 21 km². Em 2010 a comuna tinha 250 habitantes (densidade: 11,9 hab./km²).